# Navia lepidota
Navia lepidota är en gräsväxtart som beskrevs av Lyman Bradford Smith. Navia lepidota ingår i släktet Navia och familjen Bromeliaceae. Inga underarter finns listade i Catalogue of Life.